# ويليام واترس
ويليام واترس (بالإنجليزية: William Waters)‏ هو مهندس معماري أمريكي، (و. 1843  م).